# Exile (groupe)
Pour les articles homonymes, voir Exile.
Exile est un groupe pop masculin japonais à succès, créé en 1991 sous un autre nom (puis renommé en 2001). À la suite de sa fusion avec leur groupe frère J Soul Brothers, en mars 2009, il fut longtemps composé de quatorze membres, actuellement, de treize membres : un chanteur, deux danseurs et chanteurs en même temps et dix danseurs. Hiro le fondateur et leader du groupe, l'ayant quitté en décembre 2013.

## Histoire
Hiro, le leader, créa J Soul Brothers en 1991. Ce groupe était composé de cinq membres (Sasa, Hiro, Makidai, Üsa, Matsu). En 2001, ils décident de se séparer de Sasa (le chanteur) pour le remplacer par deux nouveaux chanteurs (Atsushi et Shun). Par la même occasion, le groupe est renommé EXILE. Le 27 septembre, ils sortent leur premier single Your Eyes only ～曖昧なぼくの輪郭～ (Your Eyes Only: Aimai na Boku no Katachi) qui s'est vendu à 249 880 exemplaires. Dès leur deuxième album, Styles of Beyond, ils atteignent la première place des sorties d'album du classement Oricon. Leur troisième album, Exile Entertainment, lui, dépasse le million d'exemplaires vendus.
En mars 2006, Shun quitte le groupe pour commencer une carrière solo. Atushi, le seul chanteur restant, fut atteint d'un polype à la gorge. Le groupe dut donc se mettre en pause forcé durant six mois. Mais les problèmes n'en restèrent pas là. Matsu fut diagnostiqué de la maladie de Behçet. 
En juin 2006, ils recrutent un nouveau danseur: Akira. Pour résoudre le problème des chanteurs, ils organisèrent une audition. Takahiro la remporta et devint le second chanteur. Lors de cette même audition, Hiro fut intéressé par les performances vocales de Shokichi et Nesmith. Il décida donc en 2007 de reformer les J Soul Brother sous le nom de « Nidaime J Soul Brother ». En complément des chanteurs, il engage comme danseurs Kenchi, Keii et Tetsuya, puis quelque temps après Naoki et Naoto. Devant le peu de succès de cette version des J Soul Brother, Hiro les fusionna avec les Exile, portant alors le nombre de membres de 7 à 14. Mais en 2010, il reforma de nouveau les J Soul Brother sous le nom « Sandaime J Soul Brother » en y incorporant certains des membres des Exile
En 2008, ils remportent le Grand Prix Award à la cinquantième édition du Japan Record Awards.
Hiro a annoncé en avril 2013 qu'il quittait le groupe pour se consacrer à son agence LDH
En 2015, ce sont trois autres membres originaux qui quittent le groupe : Makidai, Usa et Matsu.

## Membres respectifs

### Membres actuels
- Exile Akira : danseur (joint en juin 2006)
- Exile Takahiro : vocaliste (joint en septembre 2006)
- Tachibana Kenchi : danseur (joint en mars 2009)
- Exile Tetsuya : danseur (joint en mars 2009)
- Exile Nesmith : vocaliste et danseur (joint en mars 2009)
- Exile Shokichi : vocaliste et danseur (joint en mars 2009)
- Exile Naoto : danseur (joint en mars 2009)
- Kobayashi Naoki : danseur (joint en mars 2009)
- Iwata Takanori : danseur (joint en avril 2014)
- Shirahama Alan : danseur (joint en avril 2014)
- Sekiguchi Mandy : danseur (joint en avril 2014)
- Yamamoto Sekai : danseur (joint en avril 2014)
- Sato Taiki : danseur (joint en avril 2014)

### Anciens membres
- Shun : vocaliste (2001-2006)
- Exile Hiro : danseur (membre d'origine ; quitte le 31 décembre 2013)
- Matsumoto Toshio : danseur (2001-2015)
- Exile Üsa : danseur (2001-2015)
- Exile Makidai : danseur (2001-2015)
- Exile Atsushi : vocaliste (2001-2020)
- Kuroki Keiji : danseur  (2009-2022)

## Récompenses

### Billboard Japan Music Awards
- 2009 : artiste de l'année, meilleur artiste pop, album de l'année
- 2010 : artiste de l'année, meilleur artiste pop, album de l'année

### MTV Video Music Awards Japan
- 2007 : meilleure vidéo dans la catégorie « Groupe »
- 2008 : vidéo de l'année, album de l'année, meilleure chanson de karaoke
- 2009 : vidéo de l'année, meilleure vidéo dans la catégorie « Groupe »
- 2010 : vidéo de l'année, album de l'année, MTV Icon Award

## Discographie

### Albums
1. 6 mars 2002 : Our Style
2. 13 février 2003 : Styles of Beyond
3. 3 décembre 2003 :  Exile Entertainment
4. 29 mars 2006 : Asia
5. 7 mars 2007 : Exile Evolution
6. 12 décembre 2007 : Exile Love
7. 2 décembre 2009 : Aisubeki Mirai e (愛すべき未来へ?)
8. 9 mars 2011 : Negai no Tō (願いの塔?)
9. 1er janvier 2012 : Exile Japan/Solo
10. 25 mars 2015 : 19: Road to Amazing World
11. 25 juillet 2018 : Star of Wish
12. 1er janvier 2022 : Phoenix
13. 7 décembre 2022 : Power of Wish

### Singles
- Your Eyes only ～曖昧なぼくの輪郭～ (Your Eyes Only (Aimai na Boku no Katachi)?) (27 septembre 2001)
- Style (12 décembre 2001)
- Fly Away (20 février 2002)
- Song for You (17 avril 2002)
- Cross: Never Say Die (7 août 2002)
- Ex-style: Kiss You (13 novembre 2002)
- We Will ～あの場所で～ (We Will: Ano Basho de?) (5 février 2003)
- Breezin' ~Together~ (28 mai 2003)
- Let Me Luv U Down feat. Zebra & Maccho (9 juillet 2003)
- Choo Choo Train (6 novembre 2003)
- Eternal... (12 novembre 2003)
- Ki-zu-na (19 novembre 2003)
- O'ver (27 novembre 2003)
- Carry On/運命のヒト (Carry On/Umei no hito?) (12 mai 2004)
- Real World (30 juin 2004)
- Heart of Gold (18 août 2004)
- Hero (1er décembre 2004)
- Exit (24 août 2005)
- ただ…逢いたくて (Tada...Aitakute?) (14 décembre 2005)
- Yes! (1er mars 2006)
- Everything (6 décembre 2006)
- Lovers Again (17 janvier 2007)
- 道 (Michi?) (14 février 2007)
- Summer Time Love (16 mai 2007)
- 時の描片 ～トキノカケラ～ / 24karats -type EX (Toki no Kakera / 24 karats: type EX?) (29 août 2007)
- I Believe (21 novembre 2007)
- Pure / You're my sunshine (27 février 2008)
- Ti Amo (24 septembre 2008)
- Last Christmas (26.11.2008)
- Someday (15 avril 2009)
- Fireworks (22 juillet 2009)
- ふたつの唇 (Futatsu no Kuchibiru?) (11 novembre 2009)
- Fantasy (09.06.2010)
- もっと強く (Motto Tsuyoku?) (15 septembre 2010)
- I Wish For You (6 octobre 2010)
- Each Other's Way ～旅の途中～ (Each Other's Way (Tabi no Tochū)?) (9 février 2011)
- Rising Sun/いつかきっと… (Rising Sun / Itsuka kitto…?) (14 septembre 2011)
- あなたへ / Ooo Baby (Anata e / Ooo Baby?) (23 novembre 2011)
- All Night Long (20 juin 2012)
- Bow & Arrows (25 juillet 2012)
- 24karats Tribe of Gold (5 septembre 2012)
- Exile Pride～こんな世界を愛するため～ (Exile Pride (Konna Sekai o Ai Suru Tame)?) (3 avril 2013)
- Flower Song (19 juin 2013)
- No Limit (25 septembre 2013)
- New Horizon (23 juillet 2014)
- Craving in My Soul (23 juillet 2014)
- 情熱の花 (Jonetsu no Hana?) (4 mars 2015)
- 24karats Gold Soul (19 août 2015)
- Ki mi ni mu chu (9 décembre 2015)
- Joy-ride ～歓喜のドライブ～ (Joy-ride (Kanki no Drive)?) (17 août 2016)
- Party All Night (Star of Wish) (2 février 2018)
- Melody (2 mars 2018)
- My Star (6 avril 2018)
- Turn Back Time avec FANTASTICS (4 mai 2018)
- Awakening (1er juin 2018)
- Step Up (6 juillet 2018)
- Love of History (3 janvier 2019)
- 愛のために 〜for love, for a child〜 (Ai no Tame ni (For love, for a child)?)(1er janvier 2020)
- Sunshine (16 décembre 2020)
- Paradox (27 avril 2021)
- One Nation (27 mai 2021)
- Havana Love (1er juillet 2021)
- Be The One (27 mai 2022)

### Tie-Up
- Flower Song (19.06.2013) - 35-sai no Koukousei (drama, 2013)